# José Luis Treviño

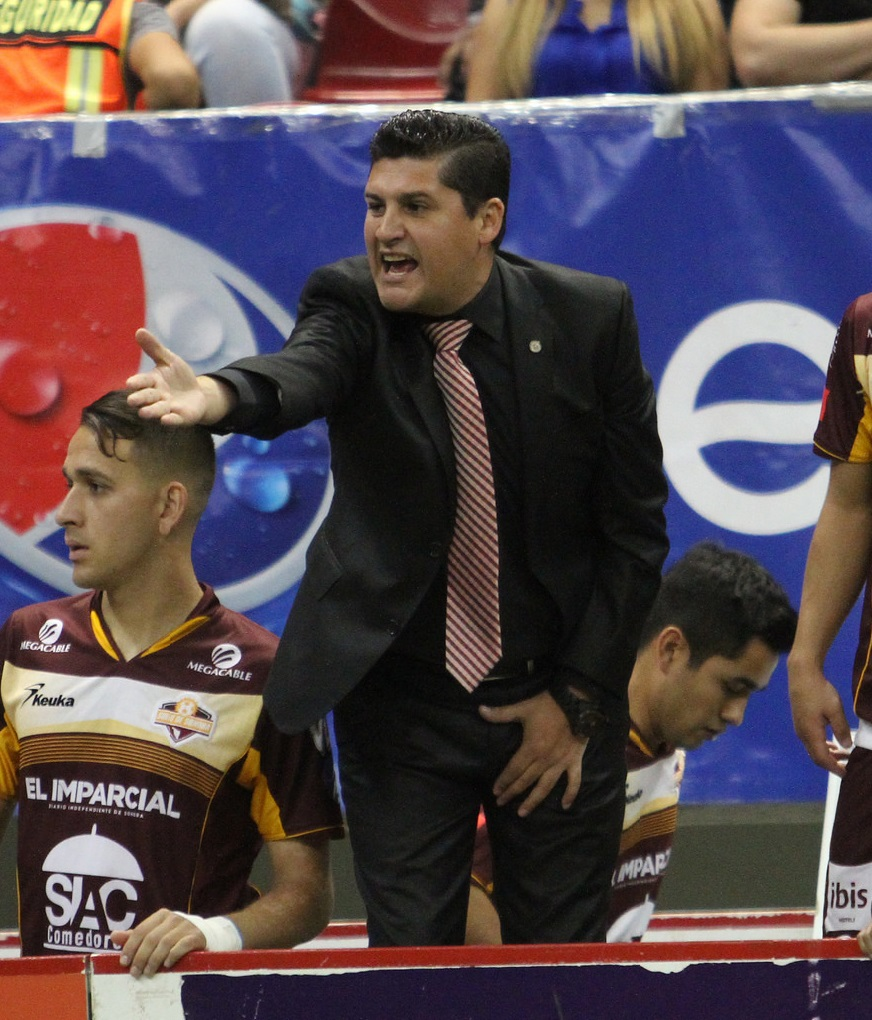
José Luis Treviño Ruiz

José Luis Treviño Ruiz (24 de Abril de 1976, Monterrey, Nuevo León; México), es un exfutbolista, exárbitro y entrenador mexicano de Fútbol Rápido o Indoor Soccer Profesional. Actualmente y desde Agosto del 2023, se desempeña como Director Técnico de Regias FC, equipo femenil de la Liga Nacional de Futbol Bardas (LNFBPro) y de la Primera División Semiprofesional Femenil de la Liga MXA. 
Anteriormente se desempeñó como Director Deportivo y Auxiliar Técnico en los clubes Flash de Monterrey [Temp. 2013-14, 2014-15] y Soles de Sonora [Temp. 2015-16] de la MASL, Auxiliar Técnico de JM Casabella [Temp. 2017] de la LMFR Pro (México), Asesor Deportivo del Club Liga Casabella FC [Temp. 2017] club de la LNFR (México), Director Técnico de El Paso Coyotes [Temp. 2016-17, 2017-18] de la MASL, Auxiliar Técnico de Flash de Monterrey  [Temp. 2018-19] de la MASL, Asesor Deportivo de Soles de Sonora [Temp. 2019-20] de la MASL, Director Técnico de Leggion FCP [Temp. 2020-21] de la LPFR (México, Chihuahua), Director Técnico de Savage CUU Femenil Liga Elite MX 2021, Gerente General de Flash de Monterrey [Temp. 2022-23] de la MASL y Director Técnico de CFR Reynosa (Varonil y Femenil) en la temporada 2023 de la Liga Premier de Futbol Rapido MX (LPFRMX), misma que se desarrolla en el noreste de México. 
Es conocido como "El Arquitecto de Franquicias del Fútbol Rápido" por haber sido parte fundamental en los desarrollos de infraestructura deportiva, marketing y operaciones en los clubes que ha estado vinculado, obteniendo como resultado un campeonato con Flash de Monterrey (MASL 2014-15), un subcampeonato con Flash de Monterrey (MASL 2018-19), un campeonato con Club Liga Casabella (LNFR 2017), un subcampeonato con Soles de Sonora (MASL 2015-16), un campeonato con Savage CUU Femenil (Liga Elite MX 2021) y dos campeonatos con Regias FC (Primera División Semiprofesional Femenil Temporada Invierno 2024 y Verano 2025 de la Liga MXA). 
En una entrevista para el Sexto Atacante, Treviño Ruiz mencionó a el alemán Erich Geyer, al estadounidense Gordon Jago y al multicampeón Ron Newman; como los entrenadores que más admira en la historia del Indoor Soccer profesional, pero que definitivamente lo que influenció su estilo y visión de juego fue trabajar y observar de cerca a entrenadores con admirables carreras como jugadores del Indoor Soccer Profesional, como lo son los mexicanos Genoni Martínez y Marco Vega Coria, el argentino Mariano Bollella y el estadounidense Keith Tozer. Mencionó también que mucho de su trabajo lo basa en el Fútbol Sala, por las similitudes que este tiene con el Indoor Soccer en los fundamentos tácticos y técnicos; razón por la cual estudia y sigue muy de cerca ligas de esta disciplina con alto nivel, como lo son las de Brasil y España.